# Juan Manuel Mata
Juan Manuel Mata García (Burgos, 28 aprile 1988) è un calciatore spagnolo, centrocampista o attaccante svincolato. Con la nazionale spagnola si è laureato campione del mondo nel 2010 e campione d'Europa nel 2012.

## Biografia
Nato a Burgos, Mata ha ereditato il proprio nome dal padre, Juan Manuel Mata Rodríguez, attaccante del Burgos tra gli anni ottanta e gli anni novanta, nonché suo agente ad inizio carriera.
Durante le sue stagioni al Galatasaray e al Vissel Kōbe, ha indossato la maglia numero 64, in onore della madre scomparsa alla stessa età.

## Caratteristiche tecniche
Mancino, ricopre il ruolo di ala sinistra o di centrocampista di fascia. È molto agile e veloce, anche se il suo punto forte sono i passaggi negli spazi stretti. In un'intervista a El País, lo stesso Mata si è così definito: «Sono un esterno o mezza punta a cui piace raddoppiare, triangolare, verticalizzare e, se possibile, segnare o fornire assist»; ha poi individuato come suoi punti deboli «il colpo di testa e il tiro di destro». È abile anche nei calci piazzati, in particolare nell'andare in gol su punizione.

## Carriera

### Club

#### Gli inizi, Valencia
Mata inizia la sua carriera nella Real Oviedo, squadra dove iniziò la sua carriera anche il padre. Riesce subito a farsi notare con i suoi gol, la sua tecnica e la sua duttilità. Rimane in questa squadra per 3 anni, fino a quando, quindicenne, passa nella squadra cadetti del Real Madrid. Qui impressiona pubblico e critica andando avanti nelle trafile giovanili della squadra madrilena, fino ad arrivare nella Juvenil C e poi nella Juvenil A. Durante la stagione 2005-2006 gioca nella Juvenil A del Real Madrid, segnando 18 gol in 322 presenze. Segnò l'unico gol nella finale di Copa de Campeones contro il Real Valladolid. Nell'estate 2006 passa al Real Madrid Castilla.

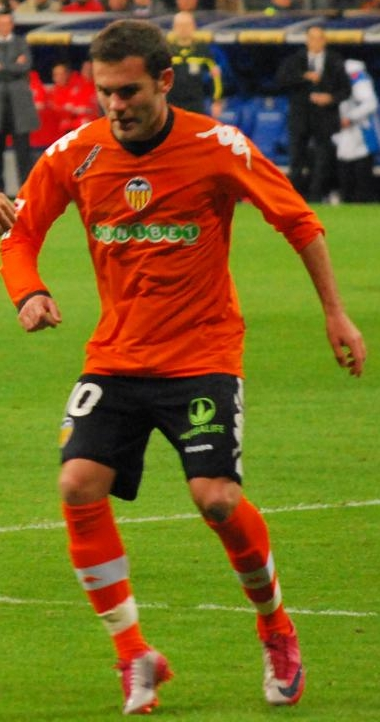
Mata al Valencia nella stagione 2010-2011

Grazie a una clausola contrattuale, alla fine della stagione 2006-2007 passa al Valencia. Nell'annata 2008-2009 è titolare nel centrocampo del Valencia: totalizza 11 reti e 17 assist in campionato disputando 37 partite, tutte tranne l'ultima, persa per squalifica. Conclude la sua avventura al Valencia con 174 partite disputate e 46 gol.

#### Chelsea
Nonostante il rinnovo col Valencia, il 22 agosto successivo passa a titolo definitivo al club londinese del Chelsea, che lo paga 27 milioni di euro. Il 27 agosto 2011 debutta ufficialmente in Premier League contro il Norwich City, siglando la rete del definitivo 3-1 dei Blues al 102'. Il 10 maggio 2012 viene premiato come giocatore dell'anno del Chelsea. Nove giorni più tardi, vince con la sua squadra la Champions League ai danni del Bayern Monaco; il suo errore ai tiri di rigore risulta ininfluente per la prima vittoria della formazione Blues nel massimo torneo continentale per club.

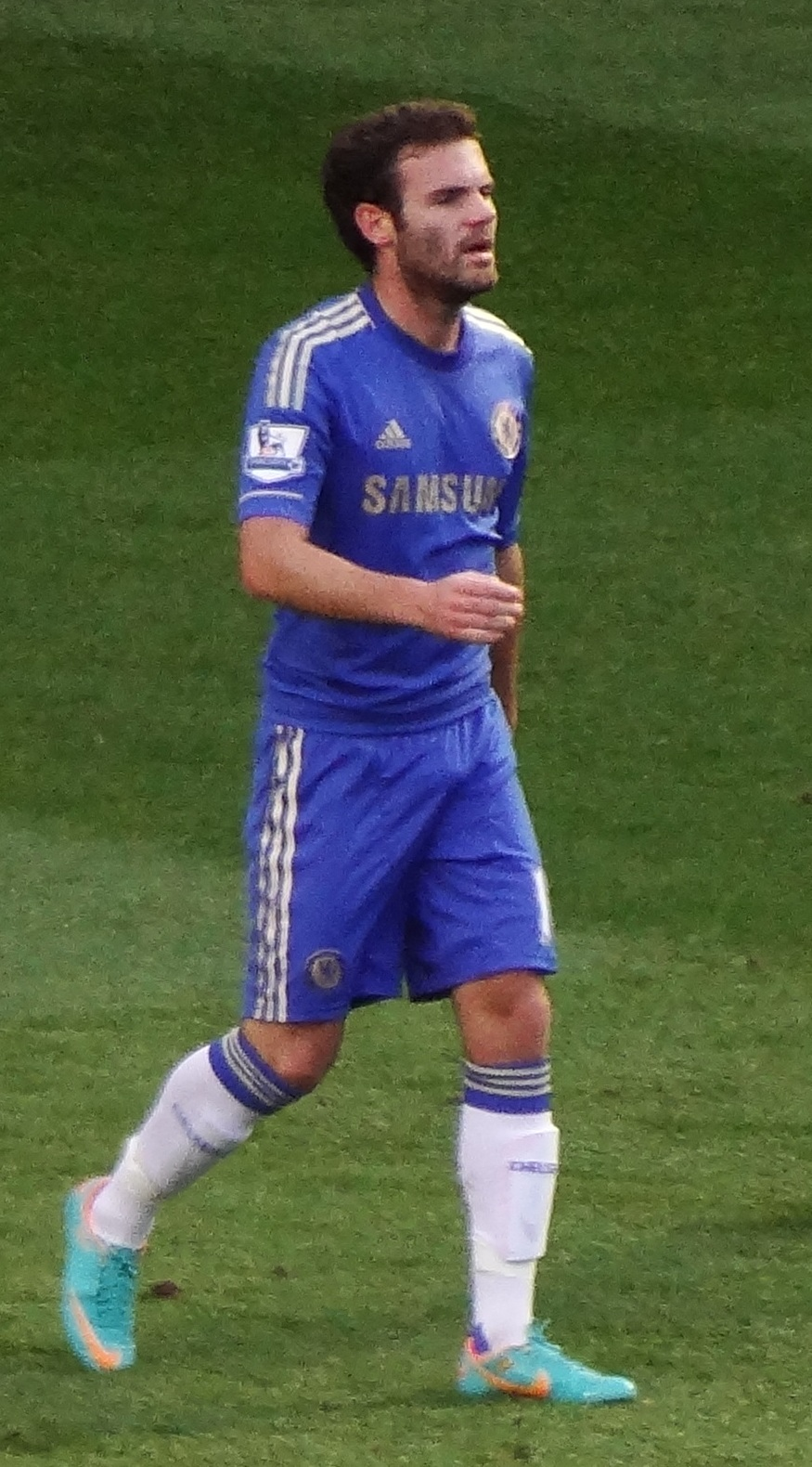
Mata al Chelsea nel 2012

L'anno successivo inizia con la guida tecnica affidata a Roberto Di Matteo che dà fiducia schierandolo fra i titolari. A metà stagione subentra Rafael Benitez, che gli rinnova la fiducia facendolo giocare alle spalle di Torres insieme a Oscar e Hazard. Il 15 maggio 2013, ad Amsterdam, trionfa nuovamente in Europa con il Chelsea, vincendo l'Europa League. Conclude la sua seconda annata coi Blues a quota 19 reti in 64 partite tra campionato e coppe, marcando il suo record di gol stagionali. Inoltre, risulta il miglior assist-man del campionato con 17 assist serviti ai compagni. Grazie a queste medie entra nel PFA Team of the Year insieme al compagno di squadra Eden Hazard.
Nella prima parte della stagione 2013-2014, con l'arrivo di José Mourinho sulla panchina dei Blues, Mata gioca con meno regolarità, segnando un solo gol in 17 partite.

#### Manchester Utd
Il 25 gennaio 2014 viene acquistato dal Manchester Utd di David Moyes per circa 45 milioni di euro. Quattro giorni dopo debutta con la nuova maglia all'Old Trafford, nella vittoria per 2-0 sul Cardiff City servendo l'assist al compagno di squadra Ashley Young per il gol del 2-0 finale. Il 29 marzo 2014 trova il primo gol stagionale in Premier League nonché il primo con la nuova maglia, nella partita vinta per 4-1 in casa dell'Aston Villa. Il 5 aprile 2014 trova la prima doppietta con la nuova maglia nella gara vinta 0-4 sul campo del Newcastle Utd.
La seconda stagione coi Red Devils inizia per Mata il 16 agosto 2014, nella gara giocata in casa contro lo Swansea City e persa con il punteggio di 1-2. Alla seconda giornata di campionato trova il primo gol stagionale, nella partita pareggiata 1-1 giocata sul campo del Sunderland. Va ancora a segno contro il QPR nella partita vinta 4-0 e segna anche il gol decisivo nella gara interna vinta per 1-0 contro il Crystal Palace. Il 2 dicembre 2014 segna il gol decisivo nella gara vinta 2-1 in casa contro lo Stoke City. Il 14 dicembre con il gol del 3-0 segnato nella partita vinta in casa contro il Liverpool segna il 100º gol in carriera.

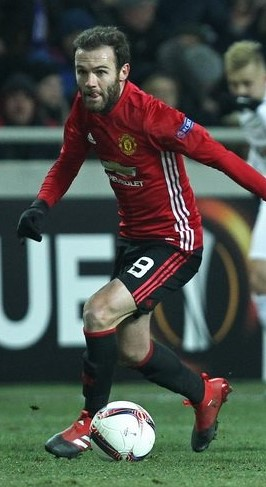
Mata in azione al Manchester Utd nel 2016

Il 3 febbraio 2015 segna il gol del momentaneo 1-0, il primo della competizione con la maglia dei mancuniani, nella gara vinta 3-0 in casa contro il Cambridge Utd valida per il quarto turno di FA Cup. In occasione del big match della 30ª giornata giocato in casa del Liverpool segna una doppietta grazie alla quale fissa il punteggio sullo 0-2 prima del gol della bandiera del 1-2 firmato da Sturridge. Il 12 aprile invece segna un altro gol, quello del momentaneo 3-1, nel derby di Manchester vinto con il punteggio di 4-2 per i Red Devils.
Dopo aver collezionato un totale di dodici presenze lungo l'intera stagione 2021-2022, l'ultima delle quali durante la partita di campionato persa per 1-0 contro il Crystal Palace (il 22 maggio 2022), Mata non ha rinnovato il proprio contratto con il Manchester United, salutando così la società alla fine della stagione dopo otto anni, 285 presenze, 51 reti e quattro trofei.

#### Galatasaray
L'8 settembre 2022, Mata viene ingaggiato a parametro zero dal Galatasaray, squadra della Süper Lig. Esordisce in campionato il 1º ottobre seguente, in un pareggio a reti bianche in casa dell'Adana Demirspor. Mette a segno la sua prima rete con i giallorossi il 28 ottobre, in occasione di una gara esterna contro il Fatih Karagümrük vinta per 0-2. Al termine della sua unica stagione in Turchia, in cui contribuisce alla vittoria del campionato, Mata non rinnova il proprio contratto con il club turco, tornando così svincolato.

#### Vissel Kobe e Western Sydney Wanderers
Il 3 settembre 2023, Mata viene ufficialmente ingaggiato a parametro zero dal Vissel Kōbe, squadra della J1 League. Debutta con il club il 16 settembre successivo, subentrando dalla panchina negli ultimi 10 minuti di un match contro il Sanfrecce Hiroshima. Il successivo 25 novembre, grazie alla vittoria casalinga per 2-1 contro il Nagoya Grampus, si aggiudica con una giornata di anticipo il secondo campionato della sua carriera, nonché il primo della storia per il club amaranto. Il 6 gennaio 2024, l'attaccante lascia ufficialmente il club, in seguito alla naturale scadenza del contratto.
Rimasto svincolato, il 5 settembre 2024 viene ingaggiato dai Western Sydney , squadra australiana di A-League Men, con cui sigla un accordo annuale. Debutta in campionato il 19 ottobre seguente, nel derby cittadino contro il Sydney FC (1-2). Il 1º gennaio 2025 segna la sua prima rete con gli australiani, nella gara casalinga persa per 2-3 contro il Macarthur.

### Nazionale
Nel 2006 vince il campionato europeo di categoria con la Spagna under 19, chiudendo al secondo posto della classifica marcatori dietro al connazionale Alberto Bueno.
Viste le prestazioni offerte con l'Under-19, il 1º luglio 2007 Iñaki Sáez, CT dell'Under-21, decide di convocarlo per un'amichevole contro l'Inghilterra, insieme ad altri giovani come Roberto Soldado, José Manuel Jurado, Sergio Sánchez, Miguel Torres, Esteban Granero e Antonio Adán. Nell'estate dello stesso anno partecipa con l'Under-20 iberica al campionato del mondo in Canada; Mata realizza due gol, uno dei quali nei quarti di finale contro la Repubblica Ceca.
Il 14 novembre 2008 riceve la prima convocazione in nazionale maggiore in occasione di un'amichevole con il Cile, ma il commissario tecnico Vicente del Bosque preferisce non utilizzarlo; l'esordio ufficiale arriva quindi il 28 marzo 2009, nella gara contro la Turchia valida per la qualificazione al campionato mondiale.

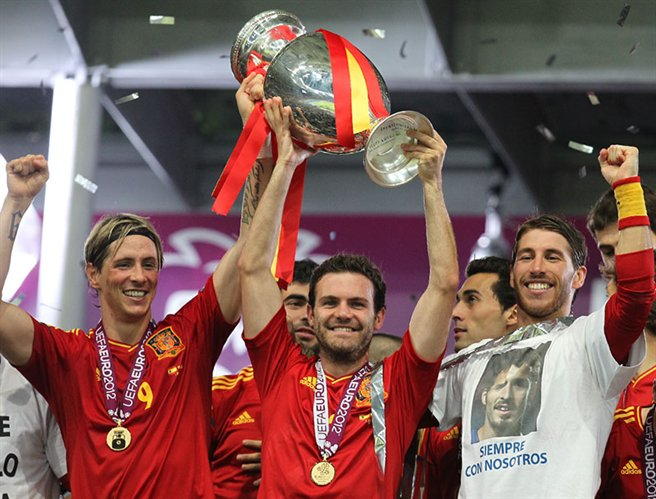
Mata, con Torres e Ramos, solleva la Coppa Henri Delaunay vinta dalla Spagna a Euro 2012

Nello stesso anno, del Bosque lo include nella lista dei 23 convocati per la Confederations Cup in Sudafrica, chiusa dagli spagnoli al terzo posto. Il commissario tecnico iberico lo convoca poi l'anno seguente per il Mondiale 2010, sempre in terra sudafricana, che si conclude col primo successo delle Furie Rosse. Nel 2012 del Bosque lo chiama per il campionato europeo in Polonia e Ucraina. Segna il suo unico gol del torneo nella finale giocata il 1º luglio contro l'Italia, partita vinta per 4-0 e che regala agli spagnoli il secondo titolo d'Europa consecutivo.
Dodici mesi dopo è nella rosa della Spagna partecipante alla Confederations Cup 2013 in Brasile. Mata sigla una rete nel successo record degli iberici per 10-0 contro Tahiti, conquistando poi con la nazionale la medaglia d'argento della competizione. Convocato per il campionato del mondo 2014, Mata va in gol nella terza partita del torneo, contro l'Australia, chiudendo le marcature nel 3-0 contro i Socceroos.
Nel marzo 2019 torna in nazionale dopo più di 3 anni di assenza, subentrando a Morata nella gara vinta 2-1 contro la Norvegia valida per le qualificazioni al campionato europeo 2020.

## Statistiche

### Presenze e reti nei club
Statistiche aggiornate al 22 febbraio 2025.
Tra squadre di club e nazionale, Juan Mata ha disputato 749 partite ufficiali segnando 178 gol, con una media realizzativa di 0,24 gol a partita.
| Stagione              | Squadra               | Campionato            | Campionato | Campionato | Coppe nazionali | Coppe nazionali | Coppe nazionali | Coppe continentali | Coppe continentali | Coppe continentali | Altre coppe | Altre coppe | Altre coppe | Totale | Totale |
| Stagione              | Squadra               | Comp                  | Pres       | Reti       | Comp            | Pres            | Reti            | Comp               | Pres               | Reti               | Comp        | Pres        | Reti        | Pres   | Reti   |
| --------------------- | --------------------- | --------------------- | ---------- | ---------- | --------------- | --------------- | --------------- | ------------------ | ------------------ | ------------------ | ----------- | ----------- | ----------- | ------ | ------ |
| 2006-2007             | Real M. Castilla      | SD                    | 39         | 10         | -               | -               | -               | -                  | -                  | -                  | -           | -           | -           | 39     | 10     |
| 2007-2008             | Valencia              | PD                    | 24         | 5          | CR              | 8               | 4               | UCL                | 1                  | 0                  | -           | -           | -           | 33     | 9      |
| 2008-2009             | Valencia              | PD                    | 37         | 11         | CR              | 2               | 1               | CU                 | 6                  | 1                  | SS          | 2           | 1           | 47     | 14     |
| 2009-2010             | Valencia              | PD                    | 35         | 9          | CR              | 2               | 0               | UEL                | 14                 | 5                  | -           | -           | -           | 51     | 14     |
| 2010-2011             | Valencia              | PD                    | 33         | 8          | CR              | 3               | 0               | UCL                | 7                  | 1                  | -           | -           | -           | 43     | 9      |
| Totale Valencia       | Totale Valencia       | Totale Valencia       | 129        | 33         |                 | 15              | 5               |                    | 28                 | 7                  |             | 2           | 1           | 174    | 46     |
| 2011-2012             | Chelsea               | PL                    | 34         | 6          | FACup+CdL       | 7+1             | 4+0             | UCL                | 12                 | 2                  | -           | -           | -           | 54     | 12     |
| 2012-2013             | Chelsea               | PL                    | 35         | 12         | FACup+CdL       | 6+5             | 1+2             | UCL+UEL            | 6+8                | 3+1                | CS+SU+Cmc   | 1+1+2       | 0+0+1       | 64     | 20     |
| 2013-gen. 2014        | Chelsea               | PL                    | 13         | 0          | FACup+CdL       | 0+2             | 0+1             | UCL                | 2                  | 0                  | SU          | -           | -           | 17     | 1      |
| Totale Chelsea        | Totale Chelsea        | Totale Chelsea        | 82         | 18         |                 | 21              | 8               |                    | 28                 | 6                  |             | 4           | 1           | 135    | 33     |
| gen.-giu. 2014        | Manchester Utd        | PL                    | 15         | 6          | FACup+CdL       | -               | -               | UCL                | -                  | -                  | -           | -           | -           | 15     | 6      |
| 2014-2015             | Manchester Utd        | PL                    | 33         | 9          | FACup+CdL       | 2+0             | 1               | -                  | -                  | -                  | -           | -           | -           | 35     | 10     |
| 2015-2016             | Manchester Utd        | PL                    | 38         | 6          | FACup+CdL       | 4+1             | 3+0             | UCL+UEL            | 7+4                | 0+1                | -           | -           | -           | 54     | 10     |
| 2016-2017             | Manchester Utd        | PL                    | 25         | 6          | FACup+CdL       | 3+3             | 0+2             | UEL                | 10                 | 2                  | CS          | 1           | 0           | 42     | 10     |
| 2017-2018             | Manchester Utd        | PL                    | 28         | 3          | FACup+CdL       | 5+1             | 0               | UCL                | 6                  | 0                  | SU          | 0           | 0           | 40     | 3      |
| 2018-2019             | Manchester Utd        | PL                    | 22         | 3          | FACup+CdL       | 3+1             | 1+1             | UCL                | 6                  | 1                  | -           | -           | -           | 32     | 6      |
| 2019-2020             | Manchester Utd        | PL                    | 19         | 0          | FACup+CdL       | 4+3             | 1+0             | UEL                | 11                 | 2                  | -           | -           | -           | 37     | 3      |
| 2020-2021             | Manchester Utd        | PL                    | 9          | 1          | FACup+CdL       | 1+2             | 0+2             | UCL+UEL            | 1+5                | 0                  | -           | -           | -           | 17     | 3      |
| 2021-2022             | Manchester Utd        | PL                    | 7          | 0          | FACup+CdL       | 1+1             | 0+0             | UCL                | 3                  | 0                  | -           | -           | -           | 12     | 0      |
| Totale Manchester Utd | Totale Manchester Utd | Totale Manchester Utd | 196        | 34         |                 | 35              | 11              |                    | 53                 | 6                  |             | 1           | 0           | 285    | 51     |
| set. 2022-2023        | Galatasaray           | SL                    | 16         | 3          | TK              | 2               | 0               | -                  | -                  | -                  | -           | -           | -           | 18     | 3      |
| set.-dic. 2023        | Vissel Kōbe           | J1                    | 1          | 0          | CG+CdL          | -               | -               | -                  | -                  | -                  | -           | -           | -           | 1      | 0      |
| 2024-2025             | Western Sydney        | AL                    | 16         | 1          | AC              | 0               | 0               | -                  | -                  | -                  | -           | -           | -           | 16     | 1      |
| Totale carriera       | Totale carriera       | Totale carriera       | 479        | 99         |                 | 73              | 24              |                    | 109                | 19                 |             | 7           | 2           | 668    | 144    |

### Cronologia presenze e reti in nazionale
| Cronologia completa delle presenze e delle reti in nazionale ― Spagna | Cronologia completa delle presenze e delle reti in nazionale ― Spagna | Cronologia completa delle presenze e delle reti in nazionale ― Spagna | Cronologia completa delle presenze e delle reti in nazionale ― Spagna | Cronologia completa delle presenze e delle reti in nazionale ― Spagna | Cronologia completa delle presenze e delle reti in nazionale ― Spagna | Cronologia completa delle presenze e delle reti in nazionale ― Spagna | Cronologia completa delle presenze e delle reti in nazionale ― Spagna |
| Data                                                                  | Città                                                                 | In casa                                                               | Risultato                                                             | Ospiti                                                                | Competizione                                                          | Reti                                                                  | Note                                                                  |
| --------------------------------------------------------------------- | --------------------------------------------------------------------- | --------------------------------------------------------------------- | --------------------------------------------------------------------- | --------------------------------------------------------------------- | --------------------------------------------------------------------- | --------------------------------------------------------------------- | --------------------------------------------------------------------- |
| 28-3-2009                                                             | Madrid                                                                | Spagna                                                                | 1 – 0                                                                 | Turchia                                                               | Qual. Mondiali 2010                                                   | -                                                                     | 63’                                                                   |
| 17-6-2009                                                             | Bloemfontein                                                          | Spagna                                                                | 1 – 0                                                                 | Iraq                                                                  | Conf. Cup 2009 - 1º turno                                             | -                                                                     |                                                                       |
| 24-6-2009                                                             | Bloemfontein                                                          | Spagna                                                                | 0 – 2                                                                 | Stati Uniti                                                           | Conf. Cup 2009 - Semifinali                                           | -                                                                     | 78’                                                                   |
| 9-9-2009                                                              | Mérida                                                                | Spagna                                                                | 3 – 0                                                                 | Estonia                                                               | Qual. Mondiali 2010                                                   | 1                                                                     | 79’                                                                   |
| 10-10-2009                                                            | Erevan                                                                | Armenia                                                               | 1 – 2                                                                 | Spagna                                                                | Qual. Mondiali 2010                                                   | 1                                                                     | 67’                                                                   |
| 14-10-2009                                                            | Zenica                                                                | Bosnia ed Erzegovina                                                  | 2 – 5                                                                 | Spagna                                                                | Qual. Mondiali 2010                                                   | 1                                                                     | 82’                                                                   |
| 14-11-2009                                                            | Madrid                                                                | Spagna                                                                | 2 – 1                                                                 | Argentina                                                             | Amichevole                                                            | -                                                                     | 82’                                                                   |
| 3-6-2010                                                              | Innsbruck                                                             | Spagna                                                                | 1 – 0                                                                 | Corea del Sud                                                         | Amichevole                                                            | -                                                                     | 58’                                                                   |
| 21-6-2010                                                             | Johannesburg                                                          | Spagna                                                                | 2 – 0                                                                 | Honduras                                                              | Mondiali 2010 - 1º turno                                              | -                                                                     | 70’                                                                   |
| 11-8-2010                                                             | Città del Messico                                                     | Messico                                                               | 1 – 1                                                                 | Spagna                                                                | Amichevole                                                            | -                                                                     | 46’                                                                   |
| 29-3-2011                                                             | Kaunas                                                                | Lituania                                                              | 1 – 3                                                                 | Spagna                                                                | Qual. Euro 2012                                                       | 1                                                                     | 67’                                                                   |
| 10-8-2011                                                             | Bari                                                                  | Italia                                                                | 2 – 1                                                                 | Spagna                                                                | Amichevole                                                            | -                                                                     | 80’                                                                   |
| 6-9-2011                                                              | Logroño                                                               | Spagna                                                                | 6 – 0                                                                 | Liechtenstein                                                         | Qual. Euro 2012                                                       | -                                                                     |                                                                       |
| 7-10-2011                                                             | Praga                                                                 | Rep. Ceca                                                             | 0 – 2                                                                 | Spagna                                                                | Qual. Euro 2012                                                       | 1                                                                     |                                                                       |
| 12-11-2011                                                            | Londra                                                                | Inghilterra                                                           | 1 – 0                                                                 | Spagna                                                                | Amichevole                                                            | -                                                                     | 46’                                                                   |
| 15-11-2011                                                            | San José                                                              | Costa Rica                                                            | 2 – 2                                                                 | Spagna                                                                | Amichevole                                                            | -                                                                     | 46’                                                                   |
| 30-5-2012                                                             | Berna                                                                 | Spagna                                                                | 4 – 1                                                                 | Corea del Sud                                                         | Amichevole                                                            | -                                                                     | 57’                                                                   |
| 3-6-2012                                                              | Siviglia                                                              | Spagna                                                                | 1 – 0                                                                 | Cina                                                                  | Amichevole                                                            | -                                                                     | 67’                                                                   |
| 1-7-2012                                                              | Kiev                                                                  | Spagna                                                                | 4 – 0                                                                 | Italia                                                                | Euro 2012 - Finale                                                    | 1                                                                     | 86’                                                                   |
| 14-11-2012                                                            | Panama                                                                | Panama                                                                | 1 – 5                                                                 | Spagna                                                                | Amichevole                                                            | -                                                                     | 46’                                                                   |
| 6-2-2013                                                              | Doha                                                                  | Spagna                                                                | 3 – 1                                                                 | Uruguay                                                               | Amichevole                                                            | -                                                                     | 46’                                                                   |
| 22-3-2013                                                             | Siviglia                                                              | Spagna                                                                | 1 – 1                                                                 | Finlandia                                                             | Qual. Mondiali 2014                                                   | -                                                                     |                                                                       |
| 26-3-2013                                                             | Saint-Denis                                                           | Francia                                                               | 0 – 1                                                                 | Spagna                                                                | Qual. Mondiali 2014                                                   | -                                                                     |                                                                       |
| 8-6-2013                                                              | Madrid                                                                | Spagna                                                                | 2 – 1                                                                 | Haiti                                                                 | Amichevole                                                            | -                                                                     |                                                                       |
| 11-6-2013                                                             | Madrid                                                                | Spagna                                                                | 2 – 0                                                                 | Irlanda                                                               | Amichevole                                                            | 1                                                                     |                                                                       |
| 16-6-2013                                                             | Madrid                                                                | Spagna                                                                | 2 – 1                                                                 | Uruguay                                                               | Amichevole                                                            | -                                                                     |                                                                       |
| 20-6-2013                                                             | Rio de Janeiro                                                        | Spagna                                                                | 10 – 0                                                                | Tahiti                                                                | Conf. Cup 2013 - 1º turno                                             | 1                                                                     |                                                                       |
| 27-6-2013                                                             | Rio de Janeiro                                                        | Spagna                                                                | 0 – 0                                                                 | Italia                                                                | Conf. Cup 2013 - Semifinale                                           | -                                                                     |                                                                       |
| 30-6-2013                                                             | Rio de Janeiro                                                        | Brasile                                                               | 3 – 0                                                                 | Spagna                                                                | Conf. Cup 2013 - Finale                                               | -                                                                     |                                                                       |
| 15-10-2013                                                            | Albacete                                                              | Spagna                                                                | 2 – 0                                                                 | Georgia                                                               | Qual. Mondiali 2014                                                   | 1                                                                     |                                                                       |
| 16-11-2013                                                            | Malabo                                                                | Guinea Equatoriale                                                    | 1 – 2                                                                 | Spagna                                                                | Amichevole                                                            | -                                                                     |                                                                       |
| 19-11-2013                                                            | Johannesburg                                                          | Sudafrica                                                             | 1 – 0                                                                 | Spagna                                                                | Amichevole                                                            | -                                                                     |                                                                       |
| 30-5-2014                                                             | Siviglia                                                              | Spagna                                                                | 2 – 0                                                                 | Bolivia                                                               | Amichevole                                                            | -                                                                     |                                                                       |
| 23-6-2014                                                             | Curitiba                                                              | Spagna                                                                | 3 – 0                                                                 | Australia                                                             | Mondiali 2014 - 1º turno                                              | 1                                                                     |                                                                       |
| 8-9-2015                                                              | Skopje                                                                | Macedonia                                                             | 0 – 1                                                                 | Spagna                                                                | Qual. Euro 2016                                                       | 1                                                                     |                                                                       |
| 9-10-2015                                                             | Logroño                                                               | Spagna                                                                | 4 – 0                                                                 | Lussemburgo                                                           | Qual. Euro 2016                                                       | -                                                                     | 10’                                                                   |
| 12-10-2015                                                            | Kiev                                                                  | Ucraina                                                               | 0 – 1                                                                 | Spagna                                                                | Qual. Euro 2016                                                       | -                                                                     | 64’                                                                   |
| 13-11-2015                                                            | Alicante                                                              | Spagna                                                                | 2 – 0                                                                 | Inghilterra                                                           | Amichevole                                                            | -                                                                     | 64’                                                                   |
| 24-3-2016                                                             | Udine                                                                 | Italia                                                                | 1 – 1                                                                 | Spagna                                                                | Amichevole                                                            | -                                                                     | 46’                                                                   |
| 27-3-2016                                                             | Cluj-Napoca                                                           | Romania                                                               | 0 – 0                                                                 | Spagna                                                                | Amichevole                                                            | -                                                                     | 67’                                                                   |
| 15-11-2016                                                            | Londra                                                                | Inghilterra                                                           | 2 – 2                                                                 | Spagna                                                                | Amichevole                                                            | -                                                                     | 46’                                                                   |
| 23-3-2019                                                             | Valencia                                                              | Spagna                                                                | 2 – 1                                                                 | Norvegia                                                              | Qual. Euro 2020                                                       | -                                                                     | 89’                                                                   |
| Totale                                                                |                                                                       | Presenze                                                              | 42                                                                    |                                                                       | Reti                                                                  | 11                                                                    |                                                                       |

### Record
- Unico calciatore, insieme a Fernando Torres, a essere stato contemporaneamente, anche se solo per 10 giorni, campione del mondo, d'Europa per club e per nazionale in carica, e detentore dell'Europa League.[29]

## Palmarès

### Club

#### Competizioni nazionali
- Coppa di Spagna: 1

Valencia: 2007-2008
- Coppa d'Inghilterra: 2

Chelsea: 2011-2012
Manchester Utd: 2015-2016
- Community Shield: 1

Manchester Utd: 2016
- Coppa di Lega inglese: 1

Manchester Utd: 2016-2017
- Campionato turco: 1

Galatasaray: 2022-2023
- Campionato giapponese: 1

Vissel Kōbe: 2023

#### Competizioni internazionali
- UEFA Champions League: 1

Chelsea: 2011-2012
- UEFA Europa League: 2

Chelsea: 2012-2013
Manchester Utd: 2016-2017

### Nazionale

#### Competizioni giovanili
- Campionato d'Europa Under-19: 1

Polonia 2006
- Campionato d'Europa Under-21: 1

2011

#### Competizioni maggiori
- Campionato mondiale: 1

Sudafrica 2010
- Campionato d'Europa: 1

Polonia-Ucraina 2012

### Individuale
- Miglior giocatore dell'Europeo Under-21: 1

Danimarca 2011
- Inserito nella selezione UEFA dell'Europeo Under-21: 1

Danimarca 2011
- Squadra dell'anno della PFA: 1

2013